# Reinhold Behr
Reinhold Behr (Tauberbischofsheim, 17 de octubre de 1948) es un deportista alemán que compitió para la RFA en esgrima, especialista en la modalidad de espada.
Participó en dos Juegos Olímpicos de Verano en los años 1972 y 1976, obteniendo una medalla de plata en Montreal 1976 en la prueba por equipos. Ganó dos medallas en el Campeonato Mundial de Esgrima en los años 1973 y 1975.

## Palmarés internacional
| Juegos Olímpicos   | Juegos Olímpicos    | Juegos Olímpicos | Juegos Olímpicos   |
| Año                | Lugar               | Medalla          | Prueba             |
| ------------------ | ------------------- | ---------------- | ------------------ |
| 1976               | Montreal (Canadá)   | Medalla de plata | Espada por equipos |
| Campeonato Mundial |                     |                  |                    |
| Año                | Lugar               | Medalla          | Prueba             |
| 1973               | Gotemburgo (Suecia) | Medalla de oro   | Espada por equipos |
| 1975               | Budapest (Hungría)  | Medalla de plata | Espada por equipos |